# Ben Ray Luján
Ben Ray Luján, né le 7 juin 1972 à Santa Fe (Nouveau-Mexique), est un homme politique américain, membre du Parti démocrate et élu du Nouveau-Mexique au Sénat des États-Unis depuis 2021. Il est auparavant élu à la Chambre des représentants des États-Unis pour le 3e district congressionnel du Nouveau-Mexique de 2009 à 2021.

## Biographie

### Origines et débuts professionnels
Ben Ray Luján est originaire de Santa Fe, capitale du Nouveau-Mexique. Il grandit dans une ferme du village voisin de Nambé. Son père Ben Luján est syndicaliste dans une ferronnerie et engagé en politique. Celui-ci est élu à la Chambre des représentants du Nouveau-Mexique de 1975 à sa mort en 2012 et président de la Chambre des représentants de 2001 à 2012. Sa mère siège au sein du district scolaire local pendant 33 ans. Ben Ray Luján est également le cousin de la femme politique Michelle Lujan Grisham.
Au début des années 1990, il fréquente l'université du Nouveau-Mexique mais en sort sans diplôme en 1995. Il rejoint alors le département des affaires culturelles du Nouveau-Mexique. Il obtient néanmoins un BBA de la New Mexico Highlands University (en) en 2007,. De 2004 à 2008, il est élu à la commission de la régulation publique du Nouveau-Mexique, institution qu'il préside de 2005 à 2007.

### Représentant des États-Unis

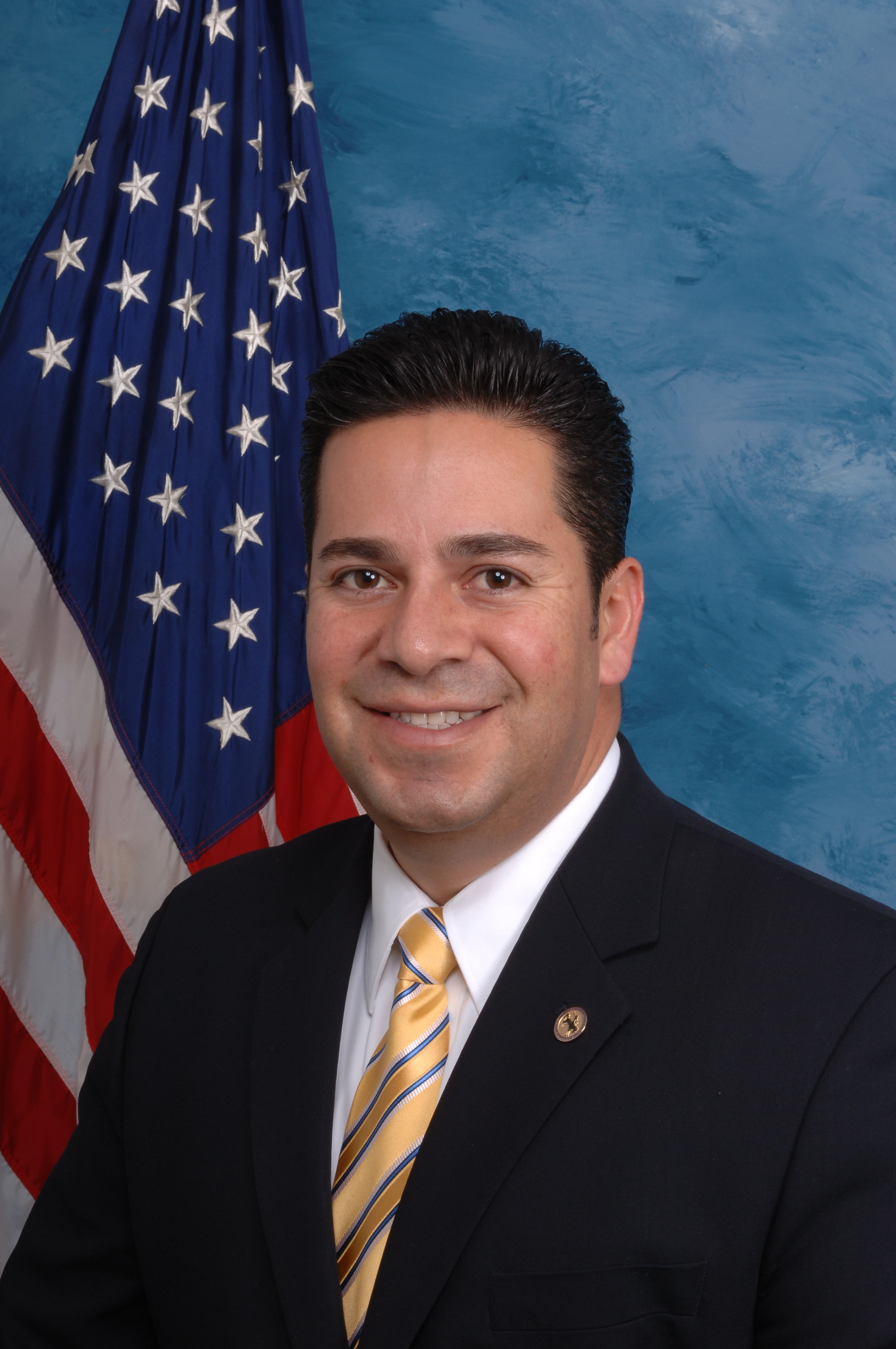
Portrait officiel de Ben Ray Luján à la Chambre des représentants en 2009.

En 2008, Ben Ray Luján se présente à la Chambre des représentants des États-Unis dans le 3e district du Nouveau-Mexique, une circonscription démocrate du nord de l'État. Le représentant sortant Tom Udall est candidat au Sénat. Il remporte la primaire démocrate avec environ 40 % des suffrages devant cinq autres candidats. Il est élu représentant avec 56,7 % des voix face au républicain Daniel East (30,5 %) et à l'indépendante Carol Miller (12,8 %). Il est réélu avec 57 % des suffrages en 2010, 63,1 % en 2012 et 61,5 % en 2014.
Après les élections de 2014, Nancy Pelosi le nomme à la tête du Democratic Congressional Campaign Committee (en), dont le but est de faire élire un maximum de démocrates à la Chambre des représentants. Il est maintenu à ce poste par un vote du groupe démocrate. Sous sa direction, le Parti démocrate gagne six sièges en 2016 et fait basculer la Chambre des représentants en 2018, avec un gain de plus de 40 sièges. Ben Ray Luján est lui-même réélu avec environ 62 % des voix en 2016 et 66 % en 2018.
En novembre 2018, il est désigné à l'unanimité adjoint au chef démocrate de la Chambre des représentants (en anglais : assistant leader), quatrième poste le plus important au sein du groupe démocrate désormais majoritaire. À ce poste, il s'occupe notamment des questions des nouveaux élus démocrates. Le mois suivant, le poste change de nom pour devenir adjoint à la présidente de la Chambre des représentants (assistant speaker). Si la direction du groupe estime qu'il s'agit d'un changement de nom technique, certains y voient une volonté de Nancy Pelosi de le désigner comme possible successeur. En effet, apprécié au sein du caucus, son nom est parfois évoqué pour succéder à Pelosi à la présidence de la Chambre des représentants,.
En avril 2019, Luján annonce cependant sa candidature au Sénat des États-Unis pour succéder à Tom Udall, à qui il avait déjà succédé à la Chambre des représentants et qui ne souhaite pas concourir à un troisième mandat.

### Sénateur des États-Unis
Après l'annonce du retrait de la vie politique de Tom Udall, Ben Ray Luján obtient la nomination démocrate pour l'élection sénatoriale de 2020 au Nouveau-Mexique, sans rencontrer d'opposant durant la primaire. Il devient alors le favori de l'élection de novembre face au républicain Mark Ronchetti, ancien météorologue de la chaîne locale KRQE-TV. Il est élu sénateur avec 51,7 % des voix (contre 45,6 % pour Ronchetti et 2,6 % pour le candidat libertarien, Bob Walsh), un score inférieur aux sondages qui lui donnaient plus de 8 points d'avance.
En 2022, il est victime d'un accident vasculaire cérébral, ce qui le fait se mettre temporairement en retrait de ses activités sénatoriales. Il fait son retour en commission au Sénat sous les applaudissements de ses collègues.